# Mgła (chemia fizyczna)

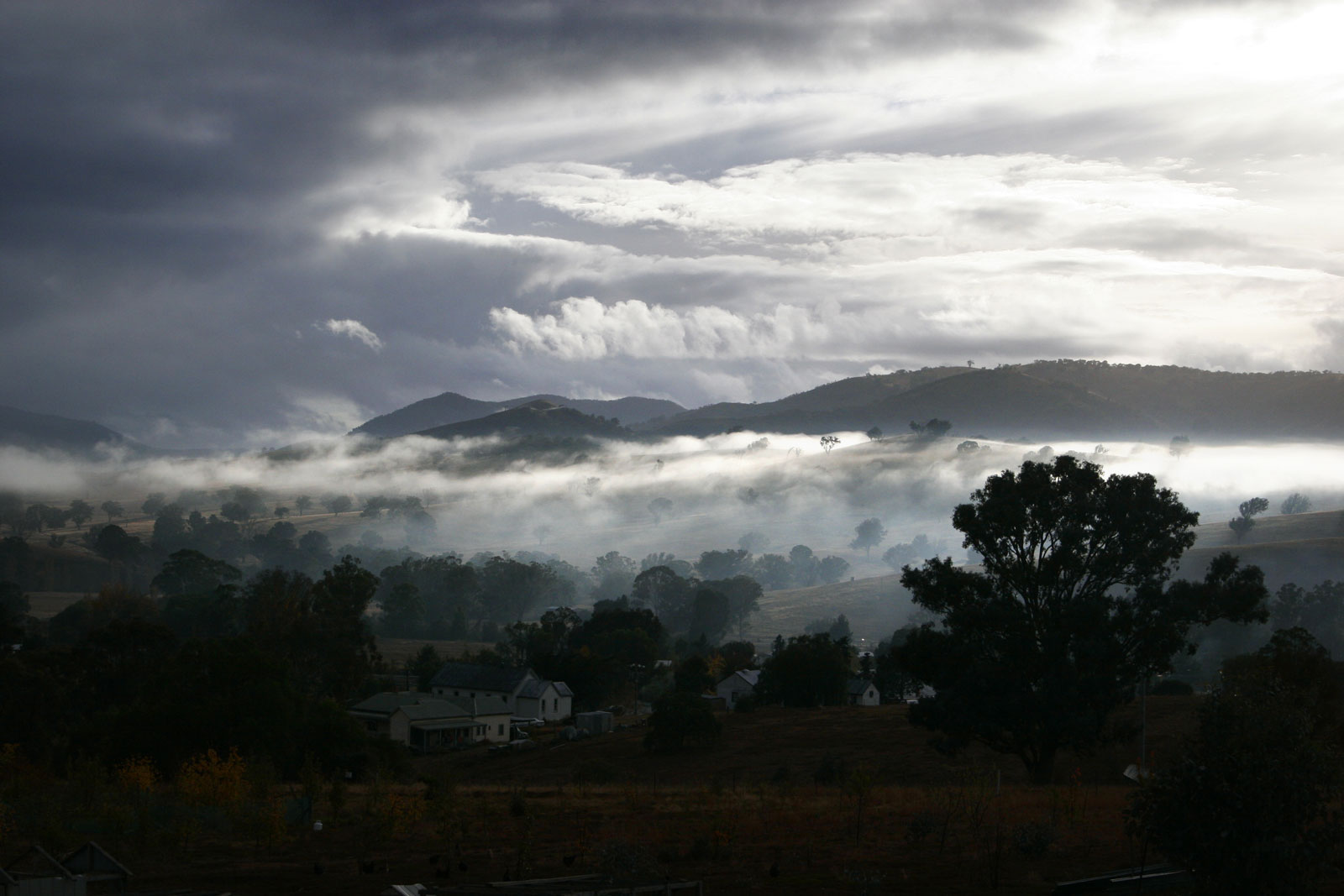
Mglisty poranek

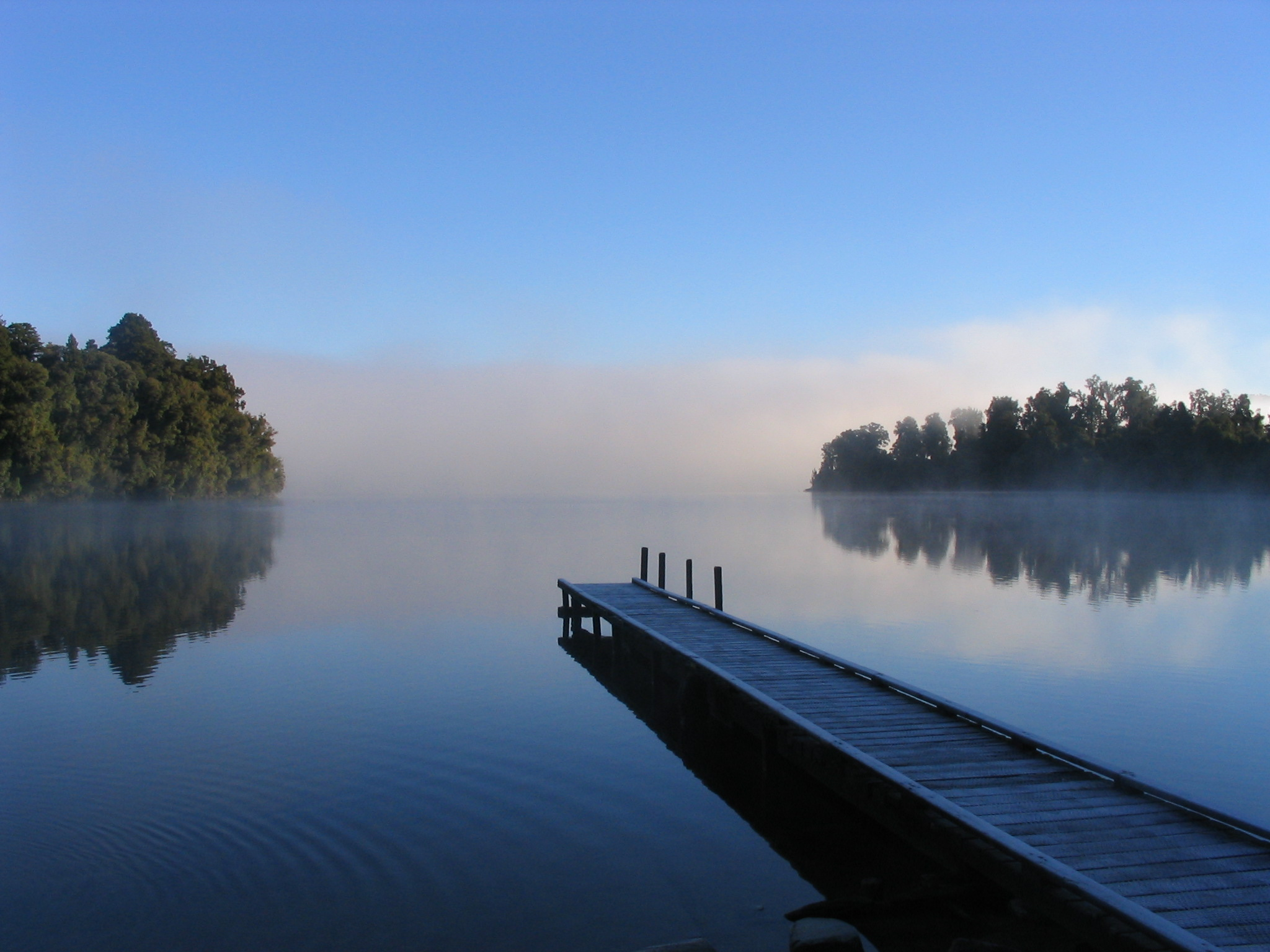
Poranna mgła nad taflą jeziora Mapourika

Mgła – układ koloidalny w którym ośrodkiem rozpraszającym jest gaz, a cząstki koloidalne są cząstkami ciekłymi. Zawiesina bardzo drobnych cząstek ciekłych w gazie. Mgła jest, obok dymu, jedną z postaci gazozolu, a najczęściej jego odmiany - aerozolu.
W naturze mgła występuje jako zjawisko pogodowe - samodzielnie w postaci mgły atmosferycznej  oraz jako składnik smogu. Jest efektem kondensacji pary wodnej nasyconej lub przesyconej w atmosferze, efekt przesycenia następuje zazwyczaj w wyniku zmniejszania temperatury powietrza.
Zobacz też: mgła gaśnicza mgła adwekcyjna mgła radiacyjna